# Park Sang-hee (Tennisspielerin)
Park Sang-hee (koreanisch 박상희; * 17. Oktober 1995) ist eine ehemalige südkoreanische Tennisspielerin.

## Karriere
Park gewann drei Doppeltitel auf Turnieren des ITF Women’s Circuit.

## Turniersiege

### Doppel
| Nr. | Datum             | Turnier  | Kategorie   | Belag     | Partnerin       | Finalgegnerinnen        | Ergebnis          |
| --- | ----------------- | -------- | ----------- | --------- | --------------- | ----------------------- | ----------------- |
| 1.  | 3. September 2016 | Yeongwol | ITF $10.000 | Hartplatz | Jung So-hee     | Kim Ju-eun Kim Mi-ok    | 5:7, 6:4, [10:2]  |
| 2.  | 31. Dezember 2016 | Hongkong | ITF $10.000 | Hartplatz | Mai Minokoshi   | Xun Fangying Zhang Ying | 4:6, 6:4, [10:7]  |
| 3.  | 26. August 2018   | Gimcheon | ITF $15.000 | Hartplatz | Jeong Yeong-won | Kim Se-hyun Ahn Yu-jin  | 2:6, 7:67, [10:8] |